# Guanglan Lu
Guanglan Lu (chiń. 金科路站) – stacja metra w Szanghaju, na linii 2. Zlokalizowana jest pomiędzy stacjami Jinke Lu oraz Tangzhen. Została otwarta 24 lutego 2010.